# Csatornakapacitás
A kommunikációban és az informatikában a csatornakapacitás, annak a diszkrét információnak a mennyisége, amelyet az adott csatornán ténylegesen át lehet vinni. A zajos csatorna kódolási elmélet szerint egy adott csatorna kapacitását az információs ráta (időegységre eső információ entrópia) korlátozza, ami elérhető elegendően kicsiny hibavalószínűséggel.
A Claude Shannon által 1948-ban kidolgozott információelméletben szereplő matematikai modellben jelenik meg a csatornakapacitás fogalma, ami a csatornán átvihető információ mennyiség maximumát jelenti. A modell szerint (lásd később) létezik egy bizonyos információmennyiség – a kölcsönös információ – a csatorna bemenete és kimenete közötti információkra értelmezve, amely maximalizálható a csatornán átvitt információk eloszlása alapján.

## Formális meghatározás
Esetünkben X felel meg az elküldött üzenetek terének, és Y az adott idő alatt a csatornán keresztül érkezett üzenetek tere. Legyen a használt csatorna egy lényeges tulajdonsága (esetünkben ezt a zaj reprezentálja) a kimenő információknak a bemenő információtól való eltérése.

Ennek jellemzésére alkalmas a  kölcsönös információ {\displaystyle I(X;Y)}, aminek a maximumát nevezik csatornakapacitásnak, és ezt matematikailag a következő formában adhatjuk meg:
{\displaystyle C=\sup _{p_{X}}I(X;Y).\,}

## Zajos csatorna kódolási tétele
A csatorna kódolási tétel kimondja, hogy bármilyen ε > 0 esetében az R információs ráta csak kisebb lehet, mint a  C csatorna kapacitás, azaz létezik olyan kódolási és dekódolási eljárás, ami biztosítja, hogy a blokk átvitel hibavalószínűsége kisebb, mint ε bármilyen elegendően hosszú kód esetében. Tehát, bármilyen, az adott csatorna kapacitásnál nagyobb ráta esetén a blokk hibavalószínűsége 1-hez tart, ha a blokk hossza egyre kisebb lesz.